# Physalaemus soaresi
Espèce
Statut de conservation UICN

 EN B1ab(iii)+2ab(iii) : En danger
Physalaemus soaresi est une espèce d'amphibiens de la famille des Leptodactylidae.

## Répartition
Cette espèce est endémique de l'État de Rio de Janeiro au Brésil. Elle se rencontre au niveau de la mer dans les municipalités d'Itaguaí, de Duque de Caxias et de Rio de Janeiro.

## Étymologie
Cette espèce est nommée en l'honneur de Benedicto Abílio Monteiro Soares.

## Publication originale
- Izecksohn, 1965 : Uma nova espécie de "Physalaemus" Fitzinger, do Estado do Rio de Janeiro (Amphibia, Anura). Revista Brasileira de Biologia, vol. 25, no 2, p. 165–168.